# معركة فرس
يوم فرس وهو يوم من أيام العرب في الجاهلية بين قبيلة هذيل وبين بني جعثمة من الازد أخوال قصي بن كلاب. في منطقة قديمة تسمى فرس من روافد وادي نخلة الشامية شمال شرق مكة.

## أحداث المعركة
روى أبو الحسن في خبر هذا اليوم فقال.
| معركة فرس | أغارت الجدرة وهم جعثمة حي من الأزد أزد شنوءة وهم حلفاء في بني عدي بن الدئل بن بكر من كنانة وهم إخوة قصي بن كلاب يريدون غزو بني قريم بن صاهلة وهم ستون رجلا فطرقت عليهم بنو قريم فلم ينج من الجدرة الا رجل واحد يدعى سنينة | معركة فرس |

قال أبو بثينة الهذلي في هذا اليوم.

## هامش
- جثعمة بطن من الأزد وهم: بنو جعثمة بن يشكر بن مبشر بن صعب بن دهمان بن نصر بن زهران بن كعب بن الحارث بن كعب بن عبد الله بن مالك بن نصر بن الأزد.